# Курейши, Ханиф
Ханиф Курейши (англ. Hanif Kureishi, 5 декабря 1954, Лондон) — английский писатель, драматург, сценарист.

## Биография
Отец уехал из Пакистана в 1947 после начала индийско-пакистанской войны. Мать — англичанка. Учился в Высшей технической школе вместе с Дэвидом Боуи, затем изучал философию в Лондонском университете.

## Творчество
Начинал как драматург. Известность Курейши принесли его первые сценарные работы: по ним были поставлены фильмы Стивена Фрирза «Моя прекрасная прачечная» (1985) и «Сэмми и Рози делают это» (1987). Дебютный роман писателя «Будда из пригорода» (1990) также имел большой успех, был отмечен Уитбредовской премией, по нему был снят телевизионный фильм (музыку написал Д.Боуи). Фильм Патриса Шеро «Интим» по сценарию Ханифа Курейши получил премию Берлинского МКФ (2001) и несколько других наград. В 2013 году по сценарию Курейши режиссёр Роджер Мишелл снял трагикомедию «Уик-энд в Париже». В 2014 эта картина была номинирована на премию Европейской киноакадемии как лучшая комедия.
Выступает также как режиссёр: снял фильм по собственному сценарию «Лондон, который меня убивает» (1991). В 2006 Курейши вместе с Майклом Найманом закончили оперу I Was a Total Virgin.

## Произведения

### Драмы
- 1976 Soaking the Heat
- 1979 The King and Me
- 1980 The Mother Country
- 1981 Outskirts
- 1999 Sleep With Me
- 2003 The Mother
- 2004 When the Night Begins
- 2007 Venus

### Романы
- 1990 The Buddha of Suburbia
- 1995 The Black Album
- 1998 Intimacy
- 2001 Gabriel’s Gift
- 2003 The Body
- 2008 Something to tell you

### Новеллы
- 1997 Love in a Blue Time
- 1994 My Son the Fanatic
- 2000 Midnight All Day

### Автобиография
- 2004 My Ear at His Heart

### Эссе
- 2002 Dreaming and Scheming: Reflections on Writing and Politics
- 2005 The Word and the Bomb

## Публикации на русском языке
- Рассказы
- Будда из пригорода. М.: Иностранка, 2002

## Признание
Командор Ордена Британской империи (2008).
Номинант и лауреат нескольких крупнейших международных литературных и кинопремий мира, в том числе:
- 1985 год — номинация на премию BAFTA за сценарий к фильму «Моя прекрасная прачечная» (англ. My Beautiful Laundrette).
- 1986 год — номинация на премию Оскар в категории «лучший оригинальный сценарий» за фильм «Моя прекрасная прачечная».
- 1994 год — номинация на премию BAFTA за сценарий к фильму «Будда из пригорода» (англ. The Buddha of Suburbia)
- 2006 — Премия Гринцане Кавур.